# Сербои
Серби (лат. Serbi), или Сербои (лат. Serboi) или Сирбои (лат. Sirboi), је етноним забиљежен у грчко-римској етнографији. Означен је као иранско племе које је обитавало у азијској Сарматији (Сјеверни Кавказ), вјероватно у доњем току ријеке Волге.
Плиније Млађи у свом раду „Plinii Caecilii Secundi Historia naturalis“ из 1. вијека н. е. спомиње народ Серби, који је живио близу Кимеријаца, вјероватно у близи Црног и Азовског мора.
С обзиром да су према описима били сарматско племе, највероватније је да су стари Серби говорили скитским језиком, тј. посебном верзијом којом су се служили Сармати. Скитски језик је спадао у групу источноирансих језика, а с обзиром да није имао писану, књижевну форму и с обзиром на то да су скитска племена насељавала велике територије,разликовало се више врста говора (дијалеката). Тај језик је у оригиналном облику изумрео и остало је веома мало писаних извора који би могли у некој мери посведочити о језику наших предака, једини преостали говорници једне од верзија скитско-сарматских говора су Осети.
Клаудије Птолемеј, у 2. вијеку н. е., у својој „Географији“ спомиње народ Сербои или Сирбои, који је по свој прилици живио иза Кавказа, у залеђу Каспијског језера у близини данашњег Астрахана.
У 10. вијеку византијски цар Константин VII Порфирогенит у својој књизи „De Ceremoniis“ помиње два племена Креватас и Сарбан, која поједина истраживања сматрају Хрватима и Србима. Племена су се налазила у близини ријеке Терек на Сјеверном Кавказу, између Аланије и Тсанарије. Племе Сарбин је у региону Кавказа забиљежио арапски географ ал-Масуди у 10. вијеку:
…племе звано Сарбин; то је племе грозно (страшно) својим противницима из разлога којих би спомињање било дугачко, по особинама, чије би излагање било опширно, и по одсуству закона код њих, коме би се покоравали или по њиховом непотчињавању никаквом народу
Племе које споменусмо под именом Сарбин, спаљује се на огњу; када им умре владар или старешма, они спаљују и његовог јахаћег коња. Они имају обичај сличан обичајима Индуса; то смо делимично помињали напред у овом делу, при опису планине Кабха и хазарске земље, када смо говориии да се у хазарској земљи налазе Словени и Руси, и да се они спаљњу на ломачама.